# 大愛新聞

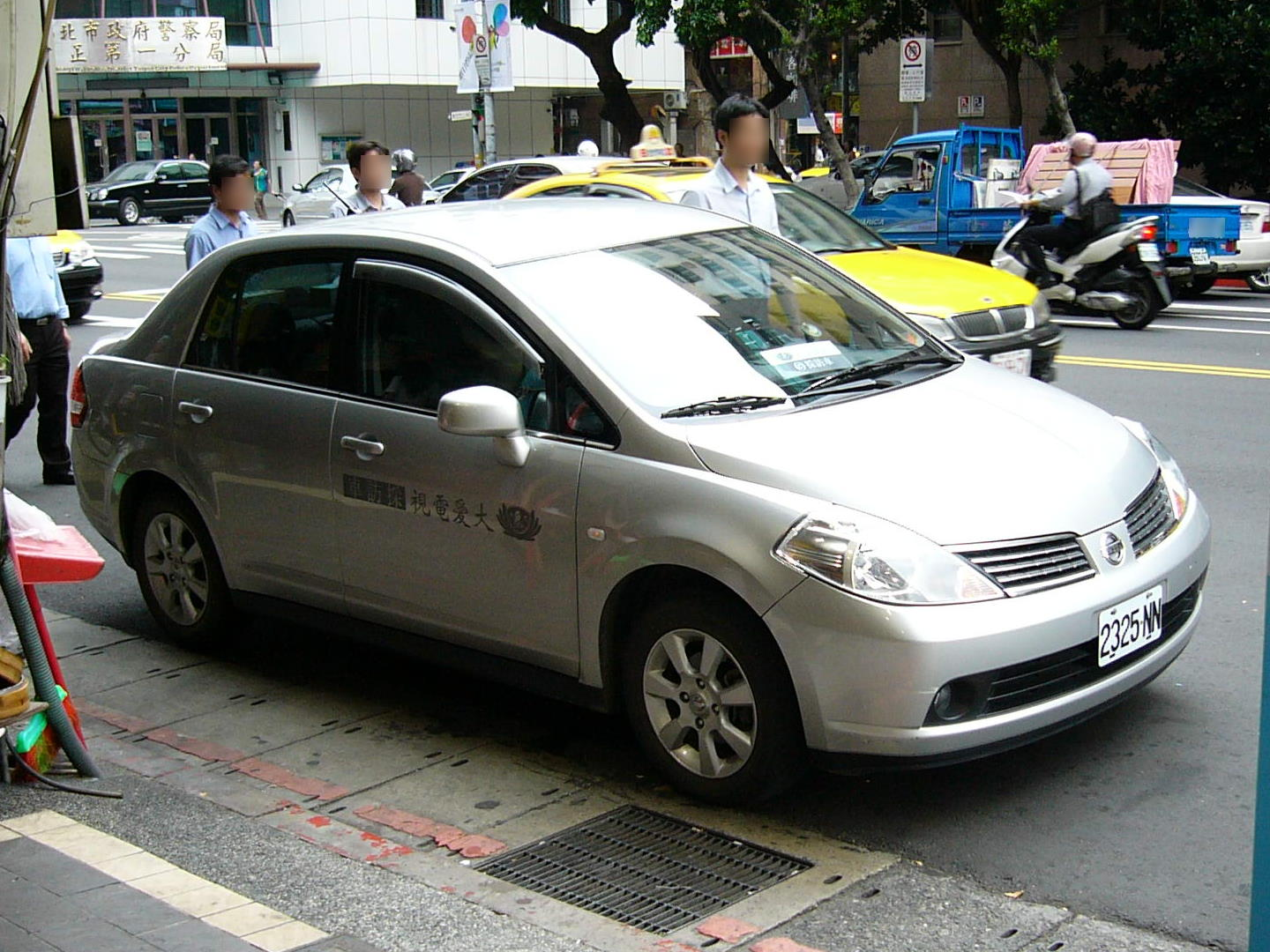
大愛新聞採訪車

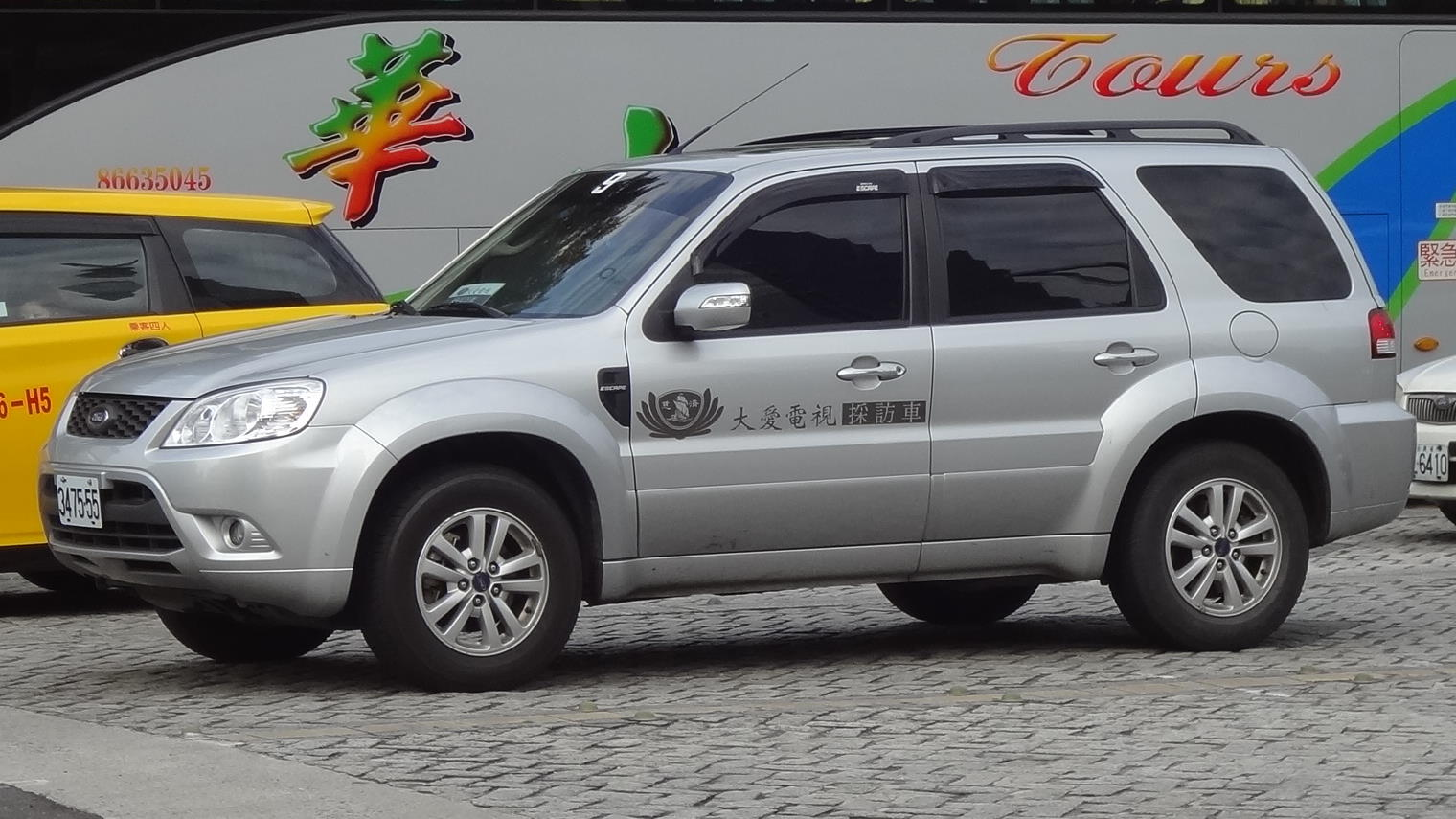
大愛新聞越野採訪車

大愛新聞（英語：DAAITV NEWS）是大愛電視（大愛台）新聞部製播的電視新聞節目總稱，在慈濟大愛電視台時期則以慈濟新聞為總稱。

## 歷史

### 慈濟大愛電視台（1998年－2000年）
1998年1月1日，大愛電視的前身“慈濟大愛電視台”開播。1999年3月20日，慈濟大愛電視台進駐其租用的中視第二大樓。1999年3月20日至2004年12月30日，慈濟新聞與大愛新聞所有製作過程一律在中視第二大樓製作。

### 大愛衛星電視（2000年－2004年）
2000年1月20日，慈濟大愛電視台改名為“大愛衛星電視”。

### 慈濟傳播人文志業基金會（2005年至今）
2005年1月1日，大愛衛星電視改名為“慈濟傳播人文志業基金會”，各節新聞所有製作過程一律都在台北市北投區慈濟關渡園區內的慈濟人文志業中心製作
2012年1月1日，因應DaAi2 HD（大愛二台HD）開播以及政府推動電視數位化，大愛新聞全面改以HD高畫質製作，但由於當時有線電視尚未數位化，因此鏡面設計仍使用4:3安全框限制。
2017年10月1日，大愛新聞進行鏡面設計更動，解除4:3安全框限制，改適用於16:9規格的鏡面。

## 現任主播群
| 新聞主播 | 新聞主播 | 新聞主播 |
| -------- | -------- | -------- |
| 陳竹琪   | 呂思萱   | 劉芳瑜   |
| 林國新   | 鄭佳奇   | 林亦庭   |
| 氣象主播 |          |          |
| 倪銘均   | 李璧秀   | 周玲秀   |
| 張立     |          |          |

## 外部連結
- 大愛新聞（页面存档备份，存于）
- 大愛新聞的Facebook專頁
- 大愛新聞的Instagram帳戶
- YouTube上的大愛新聞頻道